# 1468 Zomba
Az 1468 Zomba (ideiglenes jelöléssel 1938 PA) egy marsközeli kisbolygó. Cyril V. Jackson fedezte fel 1938. július 23-án, Johannesburgban.